# شراب الأورجيت
شراب الأورجيت شراب حلو مصنوع من اللوز والسكر وماء الورد أو ماء زهر البرتقال. تم صنعه في الأصل بمزيج من الشعير واللوز. له طعم اللوز الواضح ويستخدم لتذوق العديد من الكوكتيلات. شراب الأورجيت عنصر مهم في ماي تاي والعديد من مشروبات تيكي.  

## تاريخ
يمكن العثور على وصفة مبكرة للعضة في كتاب الطبخ الإنجليزي والأسترالي:
خذ رطلًا وربعًا من اللوز المر ، ونصف باوند من اللوز الحلو ، الذي تم سلقه ، وتسعة أرطال من السكر ، وستة مكاييل من الماء ، وقشر ثلاث حبات ليمون، ضعي اللوز في الهاون مع السكر وأضيفي الماء قليلًا بدرجات؛ ثم نضع المزيج على النار مع قشر الليمون، بعد الغليان، يُسكب الشراب ويُضغط على اللوز لاستخراج الحليب ؛ أضف هذا إلى الشراب ، وقم بتصفيته بالكامل من خلال غربال. عندما تبرد أضيفي القليل من ماء زهرة البرتقال، وزجاجة الخليط، تستخدم الأورغيت كمشروب صيفي مخلوط بالماء حسب الذوق.
يحتوي اللوز المر كقاعدة عامة على السيانيد ويمكن أن يكون مميتًا بكميات كبيرة؛ لهذا السبب  يتم إنتاج العصائر الحديثة عمومًا من اللوز الحلو فقط، لا تحتوي منتجات الشراب هذه على مستويات كبيرة من حمض الهيدروسيانيك، لذلك تعتبر بشكل عام آمنة للاستهلاك البشري ما لم يكن الشخص مصابًا بالحساسية.

## أصل التسمية
كلمة أورجيت مشتقة من الكلمة اللاتينية hordeaceus "المصنوعة من الشعير" عبر الفرنسية ، حيث يُطلق على الشعير اسم orge. الكلمة الكاتالونية orxata ، التي اشتقت منها هوشاتا الإسبانية ، لها نفس الأصل ، على الرغم من أن المشروبين لا يشتركان اليوم في الكثير من الأشياء الأخرى ولا يستخدم أي منهما الشعير.

## الاستخدامات الإقليمية
في تونس وليبيا ، هناك نوع آخر يسمى روزاتا ، وعادة ما يتم تقديمه مبردًا في حفلات الزفاف والخطوبة كرمز للبهجة والنقاء بسبب لونه الأبيض ونكهته الطازجة (الزهرية). يأتي في العديد من النكهات المختلفة ، مثل اللوز التقليدي والموز والمانجو والفستق وغيرها.
يوجد في سورينام مشروب يسمى أورجيد ، وهو شراب مشابه مصنوع من السكر واللوز الحلو والمر.
تتكون رواتا المالطية من جوهر اللوز والفانيليا وقد تحتوي على القرفة والقرنفل.

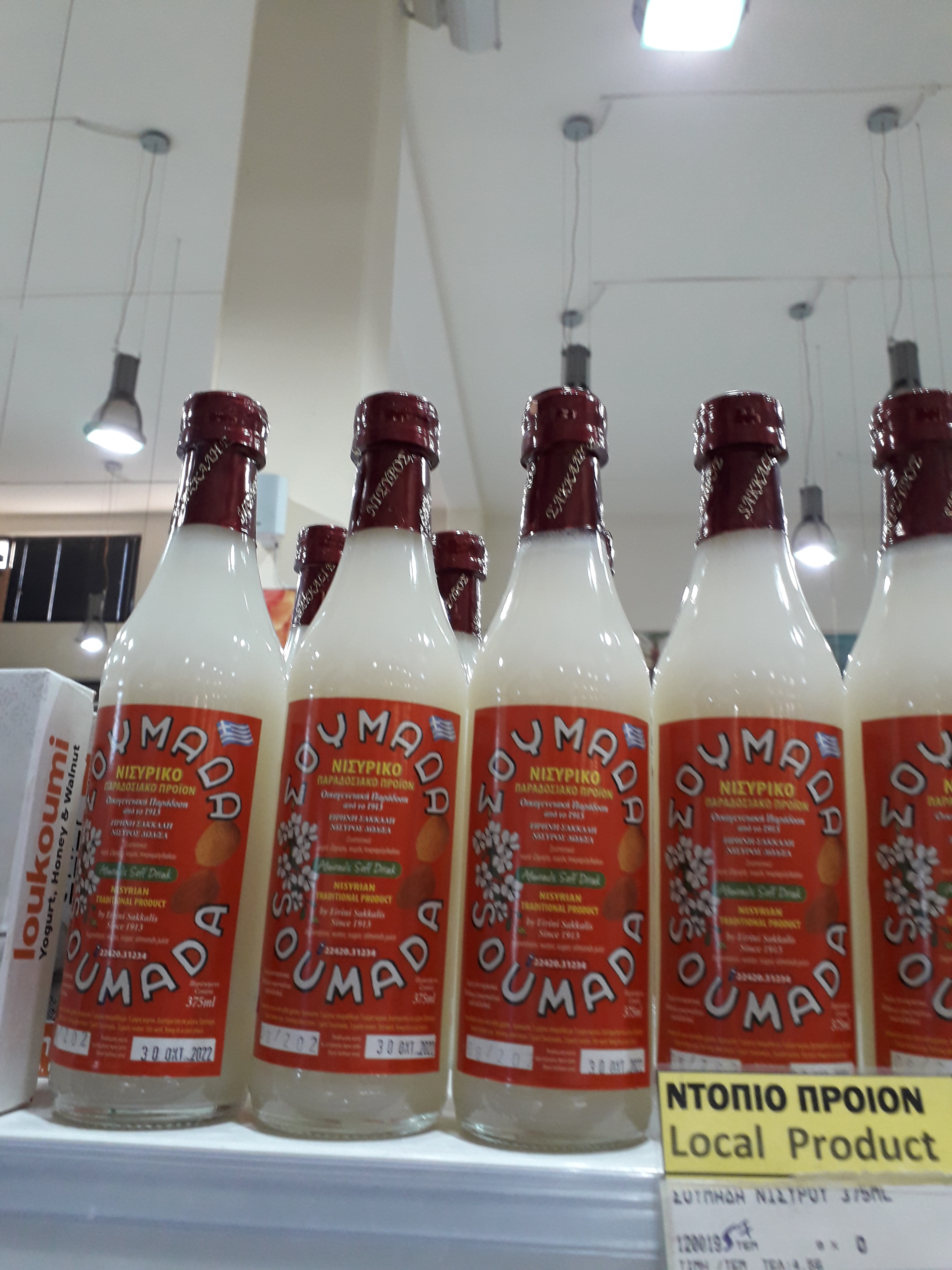
زجاجات سومادا

في قبرص وفي جزر خيوس ونيسيروس اليونانية ، يُعرف شراب مشابه باسم سومادا (باليونانية: σουμάδα). يتمتع السومادا بتاريخ قديم جدًا على الأقل في قبرص ، ويمتد إلى العصر الروماني ، وقد قدمه الملك بيتر الأول ملك قبرص كطعام شهي إلى الملك كازيمير الأكبر في بولندا في مؤتمر كراكوف ، الذي عقد في بولندا عام 1364. .

## أنظر أيضا
- هورتشاتا